# Historia de la iluminación

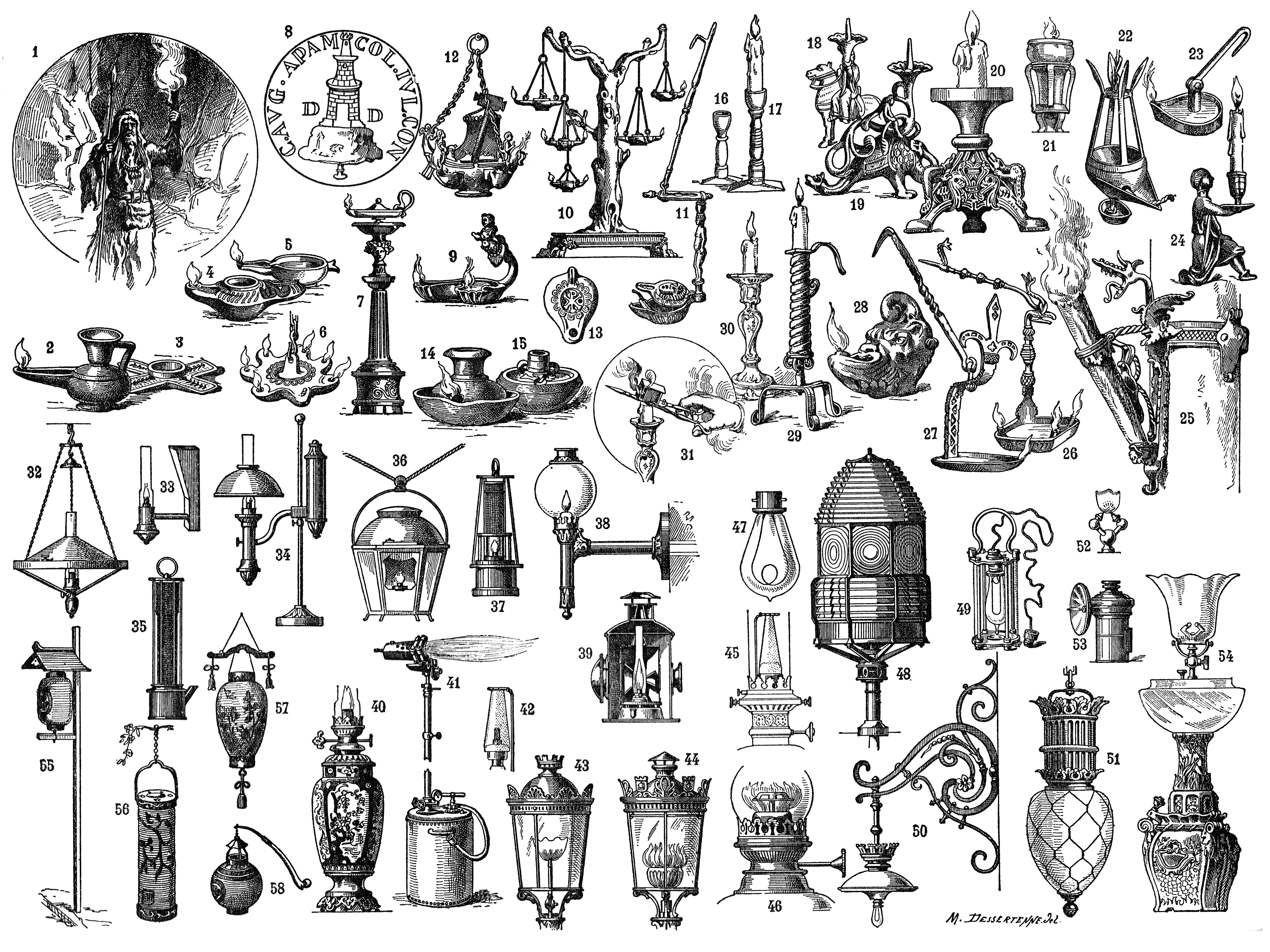
La historia de la iluminación

La tecnología de la iluminación artificial comenzó a desarrollarse hace decenas de miles de años, y sigue haciéndolo en la actualidad.

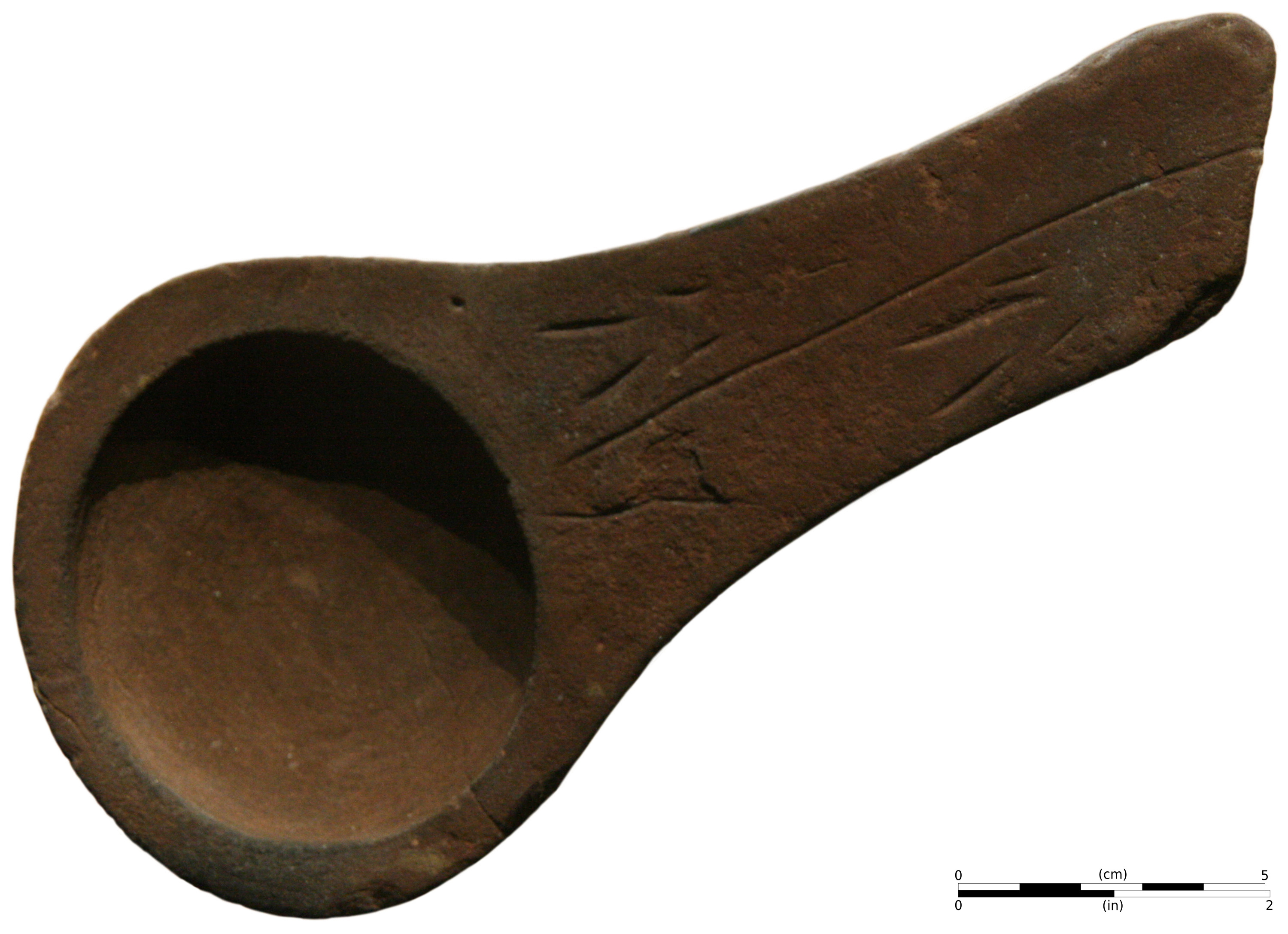
Lámpara de aceite de arenisca roja encontrada cerca del pozo en la cueva de Lascaux, de unos 17.000 años (15000 a. C.

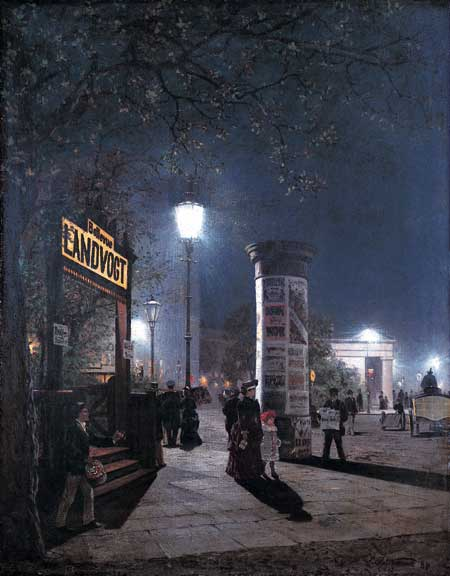
Carl Saltzmann: Erste elektrische Straßenbeleuchtung in Berlin, 1884

La historia de la iluminación estudia los desarrollos en la producción de luz utilizando fuentes de luz artificial desde la prehistoria hasta nuestros días.

## Llamas abiertas
Los tres grandes logros culturales del fuego para el hombre primitivo son cocinar, calentar y brillar.
Die drei großen Kulturleistungen des Feuers für die frühe Menschheit sind das Kochen, das Heizen und das Leuchten.
W.Schivelbusch

Hasta hace poco más de cien años, la llama abierta era el único medio de iluminación conocido. Una de las fuentes de luz artificial más antiguas y extendidas en Europa Central fue la viruta de pino, una pieza de madera empapada en resina, en su mayoría del pino particularmente rico en resina. Un nombre antiguo para el pino es pino pino, de ahí el nombre. la viruta de pino es causada por una lesión externa en la corteza del árbol: el árbol produce más resina para cerrar la herida, que se endurece, y la madera se tuerce. Si se corta ese punto en finas virutas, se obtiene una buena fuente de luz que brilla durante minutos.
La antorcha se desarrolló a partir de las virutas de pino. Un trozo de madera se enriquecía artificialmente con un material de combustión particularmente brillante, como resina o brea, hasta que formaba una protuberancia en forma de maza en la parte superior. A partir de entonces, el trozo de madera original ya no se utilizó más como combustible, sino únicamente como soporte.

## Mechas y lámparas

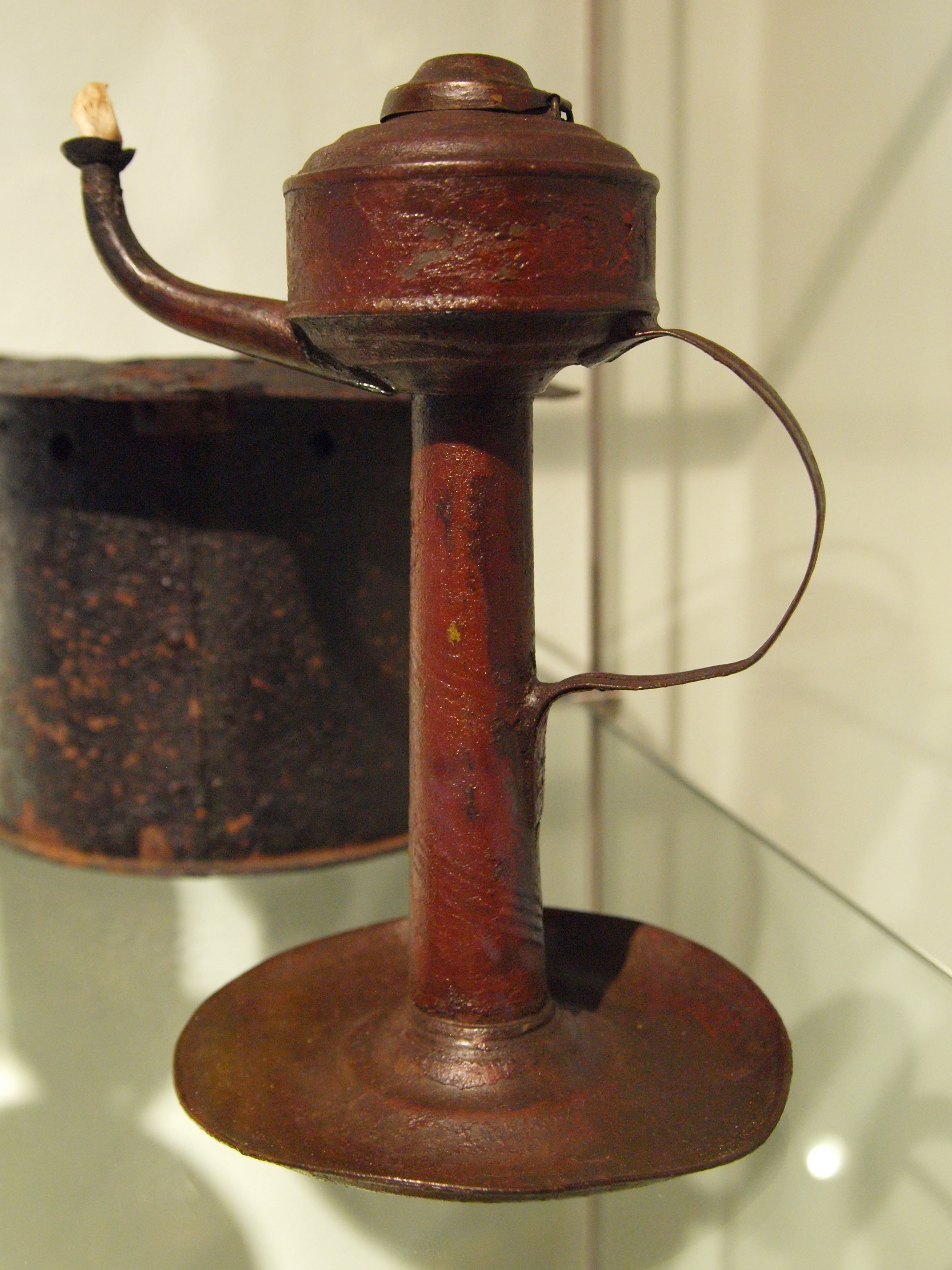
Lámpara de aceite o lámpara de espermaceti del. Chapa de hierro con mecha de algodón. de Alemania

En la lámpara de aceite las funciones estaban separadas. La mecha servía como quemador (en el caso de las lámparas llenas de grasa animal, que se usaban en la Edad de Hielo y estaban hechas de intestinos de animales), y el combustible necesario para alimentarlo procedía de un depósito de combustible independiente. En la antorcha, las personas todavía experimentan el fuego en su fuerza elemental destructiva, en la vela que arde de manera constante y tranquila o en la llama de la lámpara de aceite, el fuego se calma y se regula. Como combustible se utilizaban diversas grasas, aceites y ceras vegetales y animales. A partir del siglo XVI, se produjeron por primera vez en Alemania colza y aceite de colza y se creó una cierta seguridad en el suministro de combustibles ligeros. El uso de una mecha se considera la «primera revolución en la tecnología de iluminación».
Los iluminantes en el siglo XVIII consistían principalmente en velas de cera de abejas para la nobleza o la burguesía media y la gran burguesía, mientras que las clases modestas recurrían al alumbrado mediante la quema de sebo y aceite de oliva. El precio de la cera de las velas bajo Luis XIV equivalía al salario diario de un obrero o artesano, unas 2,5 libras. Las velas de sebo se blanqueaban con arsénico . No fue hasta 1725 que el espermaceti se convirtió en un material básico intrínsecamente blanco para las velas, que se usaba principalmente para velas de lujo. Las velas encendidas además, tenían que "limpiarse" ("olfatear") constantemente, la mecha quemada se acortaba para contener un hollín más fuerte o el goteo de las velas. Las mechas trenzadas no aparecieron hasta finales de siglo.
Pero también estaban muy extendidas las lámparas de aceite, como la lámpara Cardan y, a partir de 1783, la lámpara Argand. A finales del siglo XVIII, el suizo Aimé Argand desarrolló una mecha redonda que, gracias al mayor suministro de oxígeno, permitía una temperatura de combustión más alta y, por lo tanto, una combustión más limpia del combustible. Un cilindro de vidrio deslizado sobre la llama calmaba el proceso de combustión y por lo tanto la emisión de luz, y un mecanismo giratorio permitía subir o bajar la mecha y así producir más o menos luz. El filósofo francés Marquer admiró la lámpara de Argand en 1793: «El efecto de esta lámpara es particularmente hermoso. Su luz extraordinariamente brillante, vívida y casi cegadora supera la de cualquier lámpara estándar, y no emite humo... Además, no pude detectar el más mínimo olor alrededor de la llama.» Después del descubrimiento de los campos petrolíferos de Pensilvania, se prefirió el petróleo al aceite orgánico como combustible barato y limpio. La lámpara de queroseno, que entonces estaba muy extendida, ardía según el principio de Argand.

## Luz de gas
En 1862, Friedrich Wöhler descubrió un método para extraer gas acetileno a partir de cal especialmente quemada . Tan pronto como el carburo de calcio (carburo) entraba en contacto con el agua, se forma el gas combustible (etino), que arde con una llama extremadamente brillante y utilizando una lámpara de carburo como lámpara de minero .Inmediatamente encontró una aplicación adecuada para iluminar cuevas y pozos de minas. Para poder utilizar el carburo de calcio, se cargaba en un generador de gas que constaba de dos cámaras. Había agua en la cámara superior y carburo en la inferior. El flujo de agua al carburo que se encuentra debajo y, por lo tanto, la cantidad de gas producido se ajustaba por medio de un tornillo regulador. El gas que escapa se dirige a una boquilla y se quema con una llama brillante, amarilla y ligeramente tiznada. El campo de aplicación de la nueva generación de lámparas no se limitó en modo alguno a las lámparas de los mineros. Los faros de motocicletas y automóviles, las lámparas de bicicletas, las lámparas de trenes, las linternas de mano, las lámparas de mesa y de pared muestran la amplia gama de aplicaciones y la versatilidad de la lámpara de carburo. Impurezas de fosfuro de calcio durante el proceso de fabricación, la adición de agua conduce a la formación de monofosfano , que desarrolla un olor a ajo. Esto y el hecho de que etin no se quema por completo hizo que esta técnica de iluminación apenas encontrara su camino en las salas de estar.
El gas de hulla producido industrialmente, que se obtenía como un producto de desecho de la coquización de la hulla y se usaba en muchos lugares como combustible para el alumbrado público e industrial, se comportaba de manera más inodora . Sin embargo, esta luz de gas dependía de un sistema de tuberías y solo llegó a los hogares privados de la burguesía a fines del siglo XIX en la Inglaterra recién industrializada y, poco después, en Alemania, especialmente en las ciudades.
Si bien la mecha como quemador de la lámpara de aceite todavía se celebraba como una revolución de iluminación, volvió a faltar con la lámpara de gas. Wolfgang Schivelbusch comenta en sus puntos brillantes : "«Lo que primero llamó la atención del primer espectador de la llama de gas, además de su deslumbrante brillo, fue la falta de la mecha habitual".»

## Luz de distancia
La llama de gas abierta usada como fuente de luz estaba limitada por una emisión de luz espacial relativamente baja. La luz incandescente, por otro lado, se comportaba de manera diferente, brillaba con tanta intensidad y calor que se necesitaba una distancia para iluminar áreas amplias y, por lo tanto, también se la llamó luz de distancia. Carl Auer von Welsbach transfirió el principio de incandescencia, que Humphry Davy había descubierto en su lámpara de arco de carbón en 1800, a la tecnología de iluminación de gas. Solo se necesitó una llama Bunsen para que la camisa de torio-cerio brillara, lo que resultó en una salida de luz significativamente mayor con un consumo de gas mucho menor.
Dado que ya existía una red de suministro, la luz incandescente de gas brillante se convirtió en un serio competidor de la luz eléctrica, entonces nueva pero todavía costosa, para la cual primero se tuvo que crear una estructura de distribución. Alrededor de 1900, la luz de gas seguía siendo la tecnología de iluminación dominante en la industria y la modernidad urbana. Sin embargo, las desventajas de la inmovilidad de la fuente de luz con una red de suministro compleja y el desarrollo de calor extremo y el riesgo de incendio persistieron e impidieron que la luz de gas se extendiera fuera de las ciudades.

## Electricidad

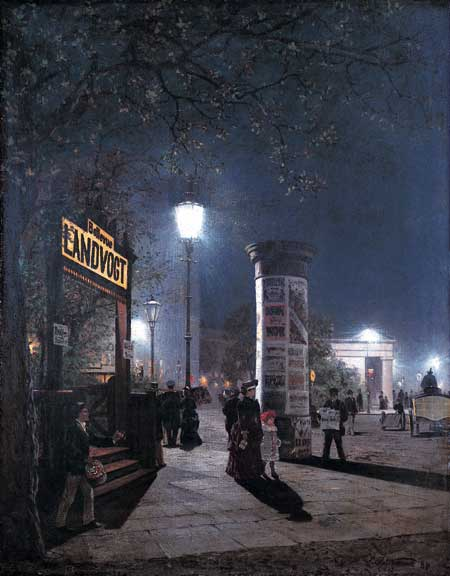
Carl Saltzmann: Erste elektrische Straßenbeleuchtung in Berlin, 1884 Primer alumbrado público eléctrico en Berlín

La difusión de la luz eléctrica fue un elemento importante en el proceso de transformación social del siglo XIX
Die Verbreitung des elektrischen Lichtes war ein wichtiges Element des gesellschaftlichen Transformationsprozesses des 19. Jahrhunderts.
B. Binder

La «vela Yablochkov», una lámpara especial de arco de carbón, proporcionaba luz durante una o dos horas quemando dos varillas de carbón. La llama no era la responsable de la iluminación, sino el resplandor blanco del carbón. Esta luz, extremadamente brillante y deslumbrante, solo se usaba como iluminación industrial y en el exterior. No fue posible establecer una red de suministro central, la electricidad requerida se produjo directamente en el sitio en la lámpara de arco. La luz de arco no llegó a los edificios residenciales debido a su brillo inmutable y deslumbrante, aunque en realidad convirtió «la noche en día» por primera vez.
Thomas Edison inició una revolución en la iluminación en 1879. Humphry Davy ya había ideado el principio de la bombilla de filamento de carbono alrededor de 1800, pero no pudo obtener ningún beneficio comercial de ella. Edison fue el primero en desarrollar un filamento más duradero hecho de fibras de carbono de bambú que aumentó el tiempo de combustión hasta alrededor de 40 horas. También supo armar un sistema completo de generación, distribución de energía, interruptores y fusibles que permitió a todos administrar la luz eléctrica e industrializar la producción de los componentes. Comenzaba el triunfo de la iluminación eléctrica. Sin embargo, la iluminación eléctrica se consideró inicialmente como un lujo que no podía permitirse todo el mundo. [3]
Sin embargo, para reemplazar la iluminación incandescente de gas predominante, se necesitaba una lámpara incandescente de mayor duración . El mismo Carl Auer que también había optimizado la luz de gas inventó la bombilla de filamento de metal diez años después del filamento de carbono de Edison. Este desarrollo se caracteriza por una luz más brillante y una vida útil significativamente más larga. Las aleaciones de tungsteno que se utilizan en la actualidad provienen del estadounidense William David Coolidge , quien trabajó para General Electric desde 1909 . Osram ( osmio y tungsteno) y Wotan (tungsteno y tantalio ) compitieron por el dominio en Alemania durante algunos años en la producción de bombillas, hasta que los respectivos productores Siemens y AEG (con Karl Auer AG) se decidieron por una producción conjunta bajo el nombre de Osram y controlaron por completo la fuente de luz de la era moderna.

## sigloXX
A este artículo o sección le falta la siguiente información importante:  Esta sección solo describe el desarrollo de la lámpara incandescente . Faltan LED , lámpara halógena , tubo fluorescente, etc.-- Torsch 15:17, 21 de agosto de 2011 (CEST) Ayuda a Wikipedia investigando y agregando .
Los altos costos de producción y suministro de electricidad aún retrasaron la difusión de la luz eléctrica en el siglo XX. A finales de la década de 1920, Berlín solo estaba conectado en un 50 % a la red eléctrica. Inicialmente, la electricidad se consideraba puramente como una fuente de luz, y casi no había otros dispositivos eléctricos. Los altos costes de conexión a la red eléctrica y los elevados precios de las bombillas que no tenían una vida útil especialmente larga hacían de la “luz”, como se conocía popularmente a la electricidad, un bien de lujo para los ciudadanos ricos. Fueron necesarias concesiones financieras de la industria eléctrica para la conexión de cables e incluso para el suministro de bombillas. Algunas comunidades tomaron la iniciativa y ayudaron a financiar la electrificación de sus residentes. Sin embargo, no fue hasta la década de 1940 que
Especialmente en las ciudades, la luz incandescente de gas ahora bien desarrollada con su red de suministro ya existente fue un competidor serio que retrasó la difusión generalizada de la electricidad en mercados lucrativos. La electricidad como fuente de energía para motores eléctricos que ahorran mano de obra o como energía de iluminación para áreas de trabajo que pueden utilizarse mejor como resultado de argumentos económicos. La luz eléctrica para la sala de estar privada fue aprobada como un efecto secundario conveniente. Los productores de electricidad de la época publicitaban la rentabilidad de la electricidad frente a la luz de gas, la comodidad y el factor prestigio social.
Al principio, los beneficios superaron a los negativos. Uno podía trabajar de noche, cuidar la casa y el jardín, para lo cual a menudo no tenía tiempo antes. El trabajo por turnos y el trabajo nocturno comenzaron en las fábricas, que ahora podían estar completamente iluminadas las 24 horas. Los espacios de trabajo y vivienda estaban funcionalmente separados entre sí. Toda la casa podía iluminarse adecuadamente según fuera necesario y ahora estaba disponible para su uso completo incluso durante la oscuridad. Las calles se sumaron al hábitat nocturno. No olía a petróleo, y el peligro de que la casa y el patio se incendiaran parecía evitarse. Limpios, prácticos, modernos se convirtieron en atributos de la energía eléctrica y pioneros de una nueva era. La amenaza para el medio ambiente de la producción de electricidad ( centrales eléctricas de carbón , represas de agua, reactores nucleares ) y el riesgo para la salud asociado a la energía supuestamente limpia solo se consideraron más tarde. El aumento anual de la contaminación lumínica en todo el mundo es de un 6% de media.